# Europese kampioenschappen kyokushin karate 1985
De Europese kampioenschappen kyokushin karate 1985 waren door de International Karate Organization (IKO) georganiseerde kampioenschappen voor kyokushinkai karateka's. De derde editie van de Europese kampioenschappen vond plaats in het Spaanse Barcelona.

## Resultaten
| Gewichtsklasse | Goud             | Zilver          | Brons                       |
| -------------- | ---------------- | --------------- | --------------------------- |
| Lichtgewicht   | Marek Drodzowski | Frank Peterson  | Csaba Toth Erdint Arslantas |
| Middengewicht  | Nick Da Costa    | Stanislaw Gwidz | Jose Luna Heinz Muntwyler   |
| Zwaargewicht   | Andy Hug         | Klaus Rex       | G. Falkenhann Lars Jensen   |